# Pierre Cailleteau
Pierre Cailleteau, detto Lassurance o L'Assurance (1655 – 1724), è stato un architetto francese.

## Biografia
Pierre Cailleteau detto Lassurance diventò membro dell'Académie royale d'architecture nel 1699 e tra le sue cariche più importanti, ricevette quella di disegnatore nell'amministrazione degli edifici del re, dal 1684, con compiti importanti nel nuovo sviluppo delle decorazioni delle residenze reali, oltre che di architetto del re.
Allievo di Jules Hardouin Mansart (1646-1708), considerato il principale esponente del barocco in Francia, Lassurance collaborò lungamente con lui assieme all'altro allievo Robert de Cotte (1656–1735), ispirandoli entrambi con i suoi disegni.
Tra i progetti di Lassurance si possono menzionare la maggior parte delle decorazioni realizzate per la Reggia di Versailles; la cappella del castello di Clagny vicino a Versailles; il castello di Petit-Bourg presso Corbeil, molto apprezzato per lo studio in galleria dell’appartamento del re e il grande salone, impreziositi da importanti decorazioni; una serie di hôtels particuliers a Parigi. Anche una parte del Grand Trianon di marmo (1690) è attribuibile a Lassurance: l'appartamento del re nell'ala sinistra di Trianon, gli appartamenti della duchessa di Borgogna, il salotto ovale del castello. Dal 1722 si occupò della realizzazione del Palazzo Borbone lungo la Senna, per volere della duchessa di Luisa Francesca di Borbone.
Le sue opere ricevettero sia critiche, come quelle di German Brice relative all'apertura mediana, alle proporzioni e alla facciata, sia elogi, come quello di Edouard Fournier, che giudicò Lassurance come il migliore allievo di Mansart per le sue brillanti soluzioni architettoniche.
Durante la sua carriera, Lassurance, partendo da un gusto barocco, sviluppò il suo stile verso una decorazione di interni rococò, caratterizzata da elementi più delicati e intimi.
Il figlio di Lassurance, Jean (1690- Parigi 1755), soggiornò per molti anni a Roma, per studiare e perfezionarsi, prima di diventare accademico nel 1723.
L'anno seguente collaborò con suo padre per il castello di Marly e negli anni successivi partecipò alla costruzione dell'Hôtel de Bourbon e dell'Hôtel de Lassay a Parigi. Come architetto della Madame de Pompadour,ricostruì l'Hôtel d'Eevreux (oggi Palazzo dell'Eliseo) e realizzò l'Ermitage e il castello di Bellevue.

## Opere principali
- Hôtel de Rothelin-Charolais, 101 rue de Grenelle, (1700-1704);
- Hôtel de Rivié, in seguito Desmarets, poi Montmorency-Luxembourg, tra rue Saint-Marc e le boulevard Montmartre, (1704-1711);
- Hôtel d'Auvergne, poi Tencin e Mailly (distrutto), 53 rue de l'Université, (1705);
- Hôtel de Longueil, 51 rue de l'Université, per il presidente François Duret che lo ha rivenduto dal 1707 a Claude de Longueil, Marchese di Maisons, (1706-1707);
- Hôtel de Neufchâtel, de Béthune, de Châtillon, de La Trémoille (distrutto), rue Saint-Dominique (oggi 213-217 boulevard Saint-Germain), (1708);
- Castello di Rambouillet, nel dipartimento degli Yvelines, trasformato per il conte di Tolosa, (1706-1709);
- Hôtel de Noailles, sul sito dell'ex Hôtel Pussort (1687), ora d'Armenonville (1697) (in parte sopravvissuto), 211 rue Saint-Honoré, (1715);
- Castello di Petit-Bourg a Évry, ricostruito per il duca d'Antin, (1716-1722), il lavoro è continuato da Jacques V. Gabriel, il castello è demolito nel 1750;
- Hôtel de Rohan-Montbazon, 29 rue du Faubourg-Saint-Honoré (parzialmente distrutto), (1719);
- Hotel Marbeuf (distrutto), 31 rue du Faubourg-Saint-Honoré, (1719);
- Hôtel de Roquelaure, 246 boulevard Saint-Germain, originariamente rue Saint-Dominique, (1720-1722);
- Hôtel de Lassay e Palazzo Borbone, 126-128 rue de l'Université, (1722-1724).